# 柴田一彦

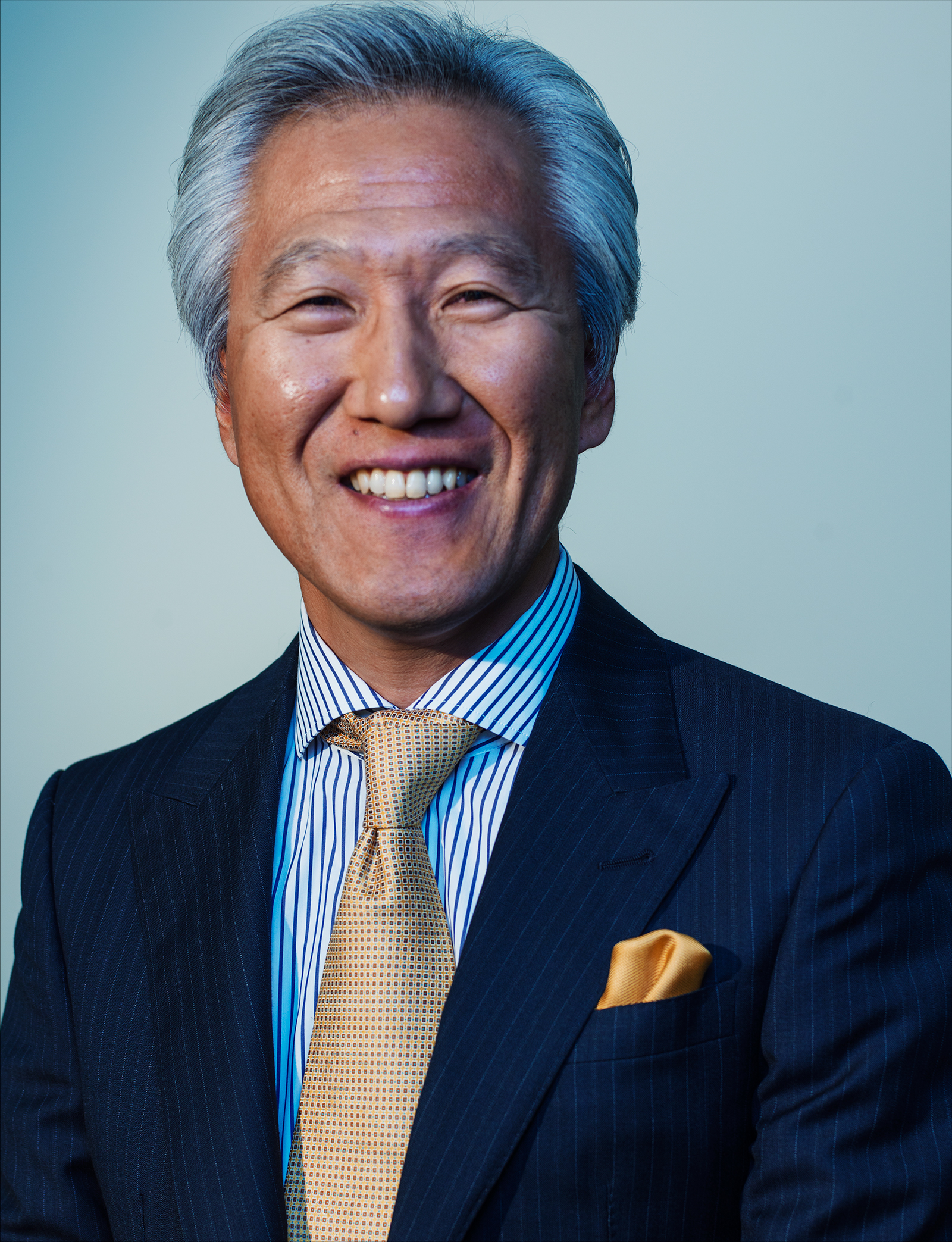
柴田一彦　写真画像 Kazuhiko Shibata Image

柴田 一彦（しばた かずひこ）は、日本・シンガポールの実業家、投資家、ニューヨーク州弁護士。ヘッジ・ファンド・シンフォニー・フィナンシャル・パートナーズ代表取締役。経営陣との対話を通じたバリュー投資を中心とし、アクティビスト・ファンドによるMBOの交渉などを行う。

## 人物
1982年一橋大学法学部卒業、野村證券入社。1985年からハーバード大学ハーバード・ロー・スクールに留学し、1986年修了、LL.M.（法学修士）。ニューヨーク州弁護士資格取得。野村證券でM&Aアドバイザリー業務に従事。
2000年野村證券を退社し、シンフォニー・フィナンシャル・パートナーズを共同設立、同代表取締役。2003年に設定したマスターファンドは、3カ月で300億円を集め、年平均17％の収益を実現。経営陣との対話を行うバリュー投資を中心とし、日本及びシンガポールでエヌ・デーソフトウェア、インフォマート等の成長株への投資を行う。
コーポレート・ガバナンス改革などに関わり、投資顧問会社として日本で初めてファンド主導のマネジメント・バイアウトを実行するなどし、ユーリカヘッジ2014年Best Asian Hedge Fund及びインターナショナル・ヘッジファンド・アワード2014年Asian Based Asset Manager of the Yearを受賞。